# دموکراسی اقتصادی
دموکراسی اقتصادی (به انگلیسی: Economic Democracy) یک فلسفه اقتصاد اجتماعی است که پیشنهاد می‌کند قدرت تصمیم‌گیری از مدیریت شرکت و سهامداران شرکت شرکت به گروهی بزرگتر از افراد ذی‌نفع، شامل کارگران، مشتریان، تأمین کنندگان، همسایگان و عموم مردم، انتقال پیدا کند. هیچ تعریف یا رویکرد مشخصی برای دموکراسی اقتصادی وجود ندارد، اما اکثر طرفداران این مدل ادعا می‌کنند که روابط مالکیت مدرن اثرات جانبی دارند، رفاه عمومی را به سود خصوصی وابسته کرده و عملکردهای دموکراتیک در تصمیم‌گیری‌های سیاست اقتصادی را از بین می‌برند. علاوه بر این نگرانی‌های اخلاقی، طرفداران این نظریه ادعاهایی عملی را مطرح می‌کنند، مانند آن که این مدل می‌تواند شکاف تقاضای مؤثر ذاتی موجود در سرمایه‌داری را حل کند. 
طرفداران دموکراسی اقتصادی به‌طور کلی استدلال می‌کنند که سرمایه‌داری مدرن به‌صورت دوره‌ای منجر به ایجاد بحران‌های اقتصادی ناشی از فقدان تقاضای مؤثر می‌شود چون جامعه قادر به اندوختن درآمد کافی برای خرید تولید خروجی‌اش نخواهد بود. انحصار ابرشرکت‌ها بر منابع عمومی عموماً کمبودی مصنوعی ایجاد می‌کند، منجر به عدم توازن اجتماعی و اقتصادی شده، دسترسی کارگران به فرصت‌های اقتصادی را محدود کرده و نتیجتاً قدرت خرید مصرف‌کننده را کاهش می‌دهد. دموکراسی اقتصادی در شکل جزئی از ایدئولوژی‌های کلی‌تر اقتصاد اجتماعی، یک نظریهٔ مستقل یا به عنوان مفهومی دربرگیرنده برنامه‌های اصلاحی مختلف، ارائه شده‌است. به عنوان مثال، دموکراسی اقتصادی به عنوان ابزاری برای تضمین کامل حقوق اقتصادی، اجتماعی و فرهنگی، که راه را برای رسیدن به حقوق مدنی و سیاسی هموار می‌کند. نظریاتی برای اعمال دموکراسی اقتصادی در پس‌زمینه‌ای از اقتصاد بازارمدار و همچنین غیربازاری وجود دارد. دموکراسی اقتصادی در شکل برنامه‌ای برای اصلاح، می‌تواند ایده‌هایی همچون تمرکززدایی، لیبرالیسم اقتصادی، شرکت تعاونی، بانکداری دولتی، تجارت منصفانه و ناحیه‌گرایی (در تولید غذای محلی و ارز محلی) را دربرگیرد.